# Mistrzostwa Świata w Kajakarstwie 1981
16. Mistrzostwa świata w kajakarstwie odbyły się w 1981 w Nottingham.
Rozegrano 15 konkurencji męskich i 3 kobiece. Mężczyźni startowali w kanadyjkach jedynkach (C-1) i dwójkach (C-2) oraz w kajakach jedynkach (K-1), dwójkach (K-2) i czwórkach (K-4), zaś kobiety w kajakach jedynkach, dwójkach i czwórkach. Liczba i rodzaj konkurencji nie zmieniły się od poprzednich mistrzostw.
Pierwsze miejsce w klasyfikacji medalowej wywalczyli reprezentanci Niemieckiej Republiki Demokratycznej.

## Medaliści

### Mężczyźni

#### Kanadyjki
| Konkurencja: | Złoto:                                    | Rezultat | Srebro:                                     | Rezultat | Brąz:                                         | Rezultat |
| C-1 500 m    | Olaf Heukrodt                             | 2:01,38  | Giennadij Lisiejczikow                      | 2:03,19  | János Sarusi Kis                              | 2:03,76  |
| C-1 1000 m   | Ulrich Papke                              | 4:03,46  | Tamás Buday                                 | 4:05,41  | Jiří Vrdlovec                                 | 4:05,89  |
| C-1 10 000 m | Tamás Wichmann                            | 48:19,54 | Matija Ljubek                               | 48:24,06 | Serhij Łymynowycz                             | 49:19,91 |
| C-2 500 m    | Węgry · László Foltán · István Vaskuti    | 1:46,88  | ZSRR · Edem Muradosiłow · Vygantas Čekaitis | 1:47,74  | Bułgaria · Lubomir Lubenow · Sewdalin Iłkow   | 1:48,08  |
| C-2 1000 m   | Rumunia · Ivan Patzaichin · Toma Simionov | 3:38,75  | NRD · Olaf Heukrodt · Uwe Madeja            | 3:40,12  | ZSRR · Edem Muradosiłow · Vygantas Čekaitis   | 3:41,60  |
| C-2 10 000 m | Węgry · Tamás Buday · István Vaskuti      | 42:50,65 | Rumunia · Ivan Patzaichin · Toma Simionov   | 43:11,17 | Czechosłowacja · Jiří Vrdlovec · Petr Kubíček | 43:15,92 |

#### Kajaki
| Konkurencja: | Złoto:                                                                             | Rezultat | Srebro:                                                                                 | Rezultat | Brąz:                                                                                  | Rezultat |
| K-1 500 m    | Uładzimir Parfianowicz                                                             | 1:48,94  | Ion Bîrlădeanu                                                                          | 1:50,67  | Lars-Erik Moberg                                                                       | 1:51,01  |
| K-1 1000 m   | Rüdiger Helm                                                                       | 3:45,12  | Ion Bîrlădeanu                                                                          | 3:46,88  | Einar Rasmussen                                                                        | 3:47,34  |
| K-1 10 000 m | Einar Rasmussen                                                                    | 44:17,11 | Milan Janić                                                                             | 44:19,90 | István Fábián                                                                          | 44:21,68 |
| K-2 500 m    | ZSRR · Uładzimir Parfianowicz · Siergiej Supierata                                 | 1:37,32  | Polska · Waldemar Merk · Daniel Wełna                                                   | 1:38,31  | NRD · Bernd Fleckeisen · Frank Fischer                                                 | 1:39,54  |
| K-2 1000 m   | ZSRR · Uładzimir Parfianowicz · Siergiej Supierata                                 | 3:21,39  | NRD · Bernd Fleckeisen · Frank Fischer                                                  | 3:22,13  | Polska · Waldemar Merk · Daniel Wełna                                                  | 3:22,31  |
| K-2 10 000 m | ZSRR · Mikałaj Astapkowicz · Władimir Romanowski                                   | 40:32,01 | Węgry · István Szabó · István Joós                                                      | 40:33,75 | Rumunia · Nicușor Eșanu · Ion Bîrlădeanu                                               | 40:37,29 |
| K-4 500 m    | ZSRR · Ihor Hajdamaka · Siergiej Kriwosziejew · Jüri Poljans · Aleksandr Wodowatow | 1:26,84  | Szwecja · Jens Nordqvist · Lars-Erik Moberg · Per-Inge Bengtsson · Thomas Ohlsson       | 1:27,84  | NRD · Frank-Peter Bischof · André Wohllebe · Rüdiger Helm · Harald Marg                | 1:28,09  |
| K-4 1000 m   | NRD · Rüdiger Helm · Frank-Peter Bischof · Peter Hempel · Harald Marg              | 3:04,51  | ZSRR · Serhij Kołokołow · Aleksandr Wołkowski · Aleksandr Jermiłow · Mykoła Baranow     | 3:05,80  | RFN · Oliver Seack · Andreas Flunker · Frank Renner · Oliver Kegel                     | 3:06,66  |
| K-4 10 000 m | ZSRR · Aleksandr Jermiłow · Mykoła Baranow · Serhij Kołokołow · Wasilij Silenkow   | 35:37,99 | Polska · Leszek Jamroziński · Andrzej Klimaszewski · Ryszard Oborski · Zdzisław Szubski | 36:00,39 | Wielka Brytania · Stephen Brown · Christopher Canham · Stephen Jackson · Alan Williams | 36:02,09 |

### Kobiety

#### Kajaki
| Konkurencja: | Złoto:                                                              | Rezultat | Srebro:                                                                     | Rezultat | Brąz:                                                                     | Rezultat |
| K-1 500 m    | Birgit Fischer                                                      | 1:57,70  | Éva Rakusz                                                                  | 1:58,89  | Agneta Andersson                                                          | 2:00,65  |
| K-2 500 m    | NRD · Birgit Fischer · Carsta Kühn                                  | 1:47,24  | Szwecja · Agneta Andersson · Susanne Wiberg                                 | 1:48,75  | Rumunia · Agafia Buhaev · Maria Ștefan                                    | 1:49,42  |
| K-4 500 m    | NRD · Birgit Fischer · Carsta Kühn · Kathrin Stoll · Roswitha Eberl | 1:38,87  | ZSRR · Natalja Fiłonicz · Łarysa Nedwiga · Inna Szipulina · Lubow Oriechowa | 1:40,25  | Szwecja · Karin Olsson · Agneta Andersson · Susanne Wiberg · Eva Karlsson | 1:40,94  |

## Klasyfikacja medalowa
| Miejsce | Państwo         | Złoto | Srebro | Brąz | Razem |
| ------- | --------------- | ----- | ------ | ---- | ----- |
| 1       | NRD             | 7     | 2      | 2    | 11    |
| 2       | ZSRR            | 6     | 4      | 2    | 12    |
| 3       | Węgry           | 3     | 3      | 2    | 8     |
| 4       | Rumunia         | 1     | 3      | 2    | 6     |
| 5       | Norwegia        | 1     | 0      | 1    | 2     |
| 6       | Szwecja         | 0     | 2      | 3    | 5     |
| 7       | Polska          | 0     | 2      | 1    | 3     |
| 8       | Jugosławia      | 0     | 2      | 0    | 2     |
| 9       | Czechosłowacja  | 0     | 0      | 2    | 2     |
| 10      | Bułgaria        | 0     | 0      | 1    | 1     |
| 10      | RFN             | 0     | 0      | 1    | 1     |
| 10      | Wielka Brytania | 0     | 0      | 1    | 1     |
|         | Razem           | 18    | 18     | 18   | 54    |